# سونيت 4
السونيت 4 هي واحدة من السوناتات الـ 154 التي كتبها الكاتب والشاعر الإنجليزي وليم شكسبير. هذه السونيتة من سونيتات الإنجاب، وهي جزء من سلسلة تُعرف باسم تسلسل الشباب العادل.

## الملخص
يشجع شكسبير الرجل على إنجاب الأطفال حتى لا يضيع مظهره الجميل بعدم وجود ذرية، يعتقد شكسبير أنه إذا لم يكن لدى الرجل أطفال، فهو لا يستخدم جماله الطبيعي بشكل صحيح، ويستخدم كلمات مرتبطة بالمال، مثل "المرابي" و"المراجعة"، ليبين أن جاذبية الرجل هي بمثابة قرض من الطبيعة يجب سداده عن طريق إنجاب الأطفال.
ويختتم شكسبير حديثه بالتحذير من مصير من لا يستخدم جماله:
يبدأ المتحدث في السوناتة 4 بالتساؤل عن سبب إضاعة صديقه لجماله على نفسه، لأن الطبيعة تمنحنا الهدايا فقط عندما نولد، ثم يتساءل لماذا لا يشارك صديقه مواهبه الوفيرة مع الآخرين. ويشبّه المتحدث صديقه بشخص طماع في أمواله، ينتهك ما لديه دون أن يعتني بنفسه أو يدخر شيئًا. هذا يشبه مفهوم البخيل مقابل مقرض المال. في الرباعية الثالثة، يحاول المتحدث إقناع صديقه بإنجاب الأطفال لأنه يعتقد أن عدم القيام بذلك سيكون مضيعة لجمال صديقه. يجادل المتحدث بأنه لا يوجد سبب يجعل صديقه يظل أعزبًا ويترك جاذبيته تتلاشى دون أن ينقلها. يقترح جوزيف بيكيني أن سوناتات شكسبير تعبر عن علاقة عاطفية وجنسية عميقة مع الشاب الذي تم تناوله في السوناتات 1-126. السوناتة 4 هي بالتأكيد جزء من هذه المجموعة، وتحتوي على مراجع يمكن تفسيرها على أنها أوصاف عاطفية، يشير المقطع الأخير إلى أن الشاب يمتلك جاذبية قيمة لم يتم استغلالها أو تقديرها بالكامل.

## السمات والصور والشخصيات المحددة
تنتمي السوناتة 4 إلى سوناتات الإنجاب، وهي السوناتات 1-17، وكلها تركز على موضوعات الجمال وإنجاب الأطفال. الشخصيات في السونيت 4 هي المتحدث وصديقه، المشار إليهما بالشاب. في كتاب مايكل شونفيلدت "مصاحب لسوناتات شكسبير"، يسلط الضوء على التناقض في التصوير بين المتحدث، الذي يعبر عن الرغبة بصوت قوي، والشاب، الذي يظل بلا صوت باعتباره موضوع الرغبة. يخاطب المتحدث الشاب طوال القصيدة، ولا يتم التعبير عن وجهة نظر الشاب أو استجابته بشكل مباشر أبدًا، وهذا يؤكد على الطبيعة أحادية الجانب لرغبة المتحدث والدور السلبي للشاب كموضوع لتلك الرغبة.
وفي نفس الكتاب، يصف الناقد غاريت أ. سوليفان جونيور العلاقة بين المتحدث والشاب في السوناتة 4، ويوضح أن الشاب في سوناتات الإنجاب هو الذي حذره أو نصحه الشاعر (المتحدث)، يحاول المتحدث بشكل عاجل إقناع الشاب بتغيير سلوكه، مع التركيز على مواضيع الجمال والذاكرة والتهديد بالنسيان. في السوناتة 4، يمتدح المتحدث أولاً صديقه الشاب لجماله، ثم قال إنه سيكون من غير المقبول أن لا ينجب صديقه أطفالًا. عندما يقول المتحدث في السطور 11-12:
فهو يستخدم عدم اليقين في الطبيعة لحث صديقه على التصرف بسرعة وإنجاب الأطفال. كما يحاول أيضًا مناشدة مشاعر صديقه من خلال الإشارة إلى أنه بدون ذرية، سيكون إرثه غير مكتمل:
في الواقع، يشير المتحدث في السوناتة 4 إلى أنه سيكون من الخطأ ونوع من خداع الذات أن يبقى صديقه غير متزوج وبدون أطفال. يحتوي السطر 11 على تلاعب بكلمات موحية جنسيًا "تتعامل مع نفسك وحدك؟"، مما يعني ضمناً أن الانغماس في الذات غير مرضٍ مقارنة بالعلاقة الحميمية والإشباع الجنسي الموجود في الزواج والحياة الأسرية. يصور المتحدث فكرة الوحدة باعتبارها البديل المثير للشفقة، وخيار حزين وأدنى مقارنة بالفرح والارتباط الموجود في الزواج والأبوة.
في الرباعية الأولى من السوناتة 4، يجسد المتحدث الطبيعة من خلال الإشارة إلى أنها لا تقدم الهدايا بحرية، بل تقرضها بدلاً من ذلك. يصف المتحدث الطبيعة بأنها سخية لأولئك الذين هم كرماء أنفسهم، وهذا التصوير يمنح الطبيعة صفات شبيهة بالإنسان، وكأنه إنسان قادر على الإقراض والكرم، بالإضافة إلى ذلك، تؤكد كلمات مثل "الوصية" و"المرابي" و"المجموع" في جميع أنحاء السوناتة على فكرة محاسبية، وتقوم بتسليط الضوء على موضوعات الثروة والاستثمار. في المقطع، يقدم المتحدث إجابة محتملة على الأسئلة المطروحة في جميع أنحاء السوناتة. تشير عبارة "الجمال الذي لم يستثمر لا بد أن يثوي معك في قبرك" إلى أن جاذبية الشاب القيمة لا يتم استغلالها أو تقديرها بشكل صحيح، وسوف تضيع عندما يموت. ويشير المتحدث إلى أنه إذا استخدم الشاب جماله، فسوف يطيل عمره. كلمة "الوريث" في السطر الأخير توحي بالموت والمحاسبة، مما يعزز فكرة القيمة والإرث المرتبط بجمال الشاب.

## النقد
العديد من النقاد وافقوا وجهة نظر رولينز، ألا وهي تقديم سوناتات شكسبير نظرة ثاقبة لحياته الشخصية، حتى أن بعض العلماء اقترحوا أن السوناتات يمكن تقسيمها إلى "مجموعتين: تلك التي تلمح إلى التعقيدات الأخلاقية تعتبر 'دراماتيكية'، في حين تعتبر الباقية مكتوبة بشخصية شكسبير."

### "استخدام"
في الربع الثاني من السونيت 4، وكذلك في بعض السوناتات الأخرى حول إنجاب الأطفال، تتكرر كلمة "استخدام" بطرق مختلفة. يرى النقاد أن هذا التكرار له معاني كثيرة. يقول أحد النقاد إن شكسبير يستخدم بذكاء الكلمات المتعلقة بالمال والجنس في هذه السوناتات. يُعتقد أن كلمة "استخدام" تنصح الشاب حول كيفية استخدام السائل المنوي بشكل صحيح. يُقترح أن السوناتة تتحدث أيضًا عن إضاعة الرجل لسائله المنوي عن طريق الاستمناء. في هذه السوناتات، هناك فكرة مفادها أن استخدام السائل المنوي بشكل صحيح لا يقتصر فقط على إنجاب الأطفال ولكن أيضًا على خلق الجمال، قد لا تتعلق السوناتة بالاستمناء فقط. لغة المال في هذه السوناتات لها أيضًا صلات بالدعارة وموضوعات أخرى محظورة، وبجانب الجانب الجنسي، هناك جانب اقتصادي أيضاً، "الربا" الذي يعني إقراض المال بفائدة عالية، يمكن أن يشير أيضًا إلى التغيرات المزعجة التي تحدث في المجتمع في ذلك الوقت.

### الجنس
يمكن تفسير القصيدة على أنها تنقل فكرة أن جاذبية الشاب مرتبطة رمزياً بالثروة، ولكنها تحتوي أيضاً على إشارات خفية تشير إلى العادة السرية أو المتعة الذاتية. تشير هذه الاقتراحات إلى أنه يعد إهدارًا لإمكانات الشاب أن ينغمس في إشباع الذات بدلاً من استخدام بذرته في الإنجاب.

### الجمال
يجادل جوزيف بيكيني بأن السوناتة 4 لشكسبير، مثل الآخريات في التسلسل، مليئة بالارتباطات العاطفية وربما الجنسية مع الشاب، ومع ذلك، يقترح بيكيني أن السوناتة 4 تتجاوز مجرد الارتباط الجنسي، مشيرة إلى ارتباطها بين الأنشطة الاقتصادية والجسدية وتناقضاتها، هذه التناقضات، مثل وصف الشباب بأنهم مسرفين وبخيلين، تخلق صورة معقدة. يقترح بيكيني أن هذا التعقيد يسلط الضوء على أهمية نقل الجمال ولكنه يدين العادة السرية لأنها تمنع التكاثر. يضيف سايمون كريتشلي مقارنة السوناتة 4 بالموضوعات في "تاجر البندقية" المتعلقة بالثروة والنفايات أنه بدون التكاثر، لا يمكن أن يكون هناك إرث مقبول، وقد رددت جويس ستوفين هذه الفكرة، حيث أشارت إلى أن الطبيعة تتطلب "تدقيقًا مقبولًا" من الشاب، مما يعني أن جماله سوف يتلاشى دون أن يترك إرثًا دائمًا.

## وصلات خارجية
- شرح المصطلحات في السوناتة.